# Olja Jelaska
Olja Jelaska (Split, 1967.) hrvatska je skladateljica i glazbena pedagoginja.

## Životopis
Poslije završene glazbene škole u Splitu, Olja Jelaska je na Muzičkoj akademiji u Zagrebu upisala najprije studij teorije glazbe, a potom i studij kompozicije. 1992. diplomirala je na Teorijsko-nastavničkom odsjeku, a dvije godine poslije i kompoziciju u razredu prof. Marka Ruždjaka. Djelo s kojim je diplomirala kompoziciju – komorna opera Komorni trio – praizvedeno je 1997. u Hrvatskom narodnom kazalištu u Splitu, a iste je godine izvedeno i u programu Muzičkog biennala u Zagrebu.
Po završetku studija u Zagrebu, usavršavala se na seminarima za suvremenu glazbu u Białystoku (1995.) i Darmstadtu (1996.). Godine 1998. sudjelovala je u radu mediteranskih glazbenih akademija u sirijskom glavnom gradu Damasku. Njezine su skladbe izvođene u sklopu programa poznatih glazbenih priredba u Hrvatskoj i inozemstvu, primjerice Muzičkog biennala u Zagrebu, glazbenih tribina u Opatiji i Puli, Dubrovačkih ljetnih igara, Osorskih glazbenih večeri, te na mnogim glazbenim festivalima u Sloveniji, Portugalu, Italiji, Americi, Švedskoj i drugdje.
Surađuje s mnogim hrvatskim glazbenicima i umjetnicima te instrumentalnim ansamblima, koji često i rado izvode i praizvode njene skladbe. Među njima su: Cantus Ansambl, Zagrebački gitarski trio, Zagrebački kvartet saksofona, Zagrebački puhački trio, Zagrebački kvartet, Zagrebačka filharmonija, Varaždinski komorni orkestar, Simfonijski puhački orkestar OSRH, Zadarski komorni orkestar, Mješoviti zbor HRT, Zagrebački solisti, HNK u Splitu, Ansambl Acoustic project i mnogi drugi.
Od godine 1995. Olja Jelaska je članica Hrvatskoga društva skladatelja. Mnoge su njezine skladbe snimljene, a neke i objavljene u Hrvatskoj i inozemstvu. Osim skladateljskih ostvarenja, do danas je za notna izdanja Muzičkoga informativnoga centra Koncertne direkcije Zagreb priredila i glasovirske izvatke triju značajnih glazbeno-scenskih djela hrvatskih skladatelja: Majke Božje od Kamenitih vrata Božidara Širole, Dužijance Josipa Andrića i Mislava Ivana pl. Zajca. Diskografska kuća Cantus Records je u ediciji »Hrvatski suvremeni skladatelji« 2006. objavila njezin prvi autorski CD. Na tom nosaču zvuka objavljena su djela koja je Olja Jelaska skladala do 2003.

## Djela

### Orkestralne skladbe
- Sfinge – tri stavka za simfonijski puhački orkestar (1997.)
- Bunar zvuka – tri stavka za kvartet saksofona i orkestar (2005.)
- Modri val za simfonijski orkestar (2013.)
- Endless vibration za veliki kineski nacionalni orkestar (2017.)

### Koncertantne skladbe
- Pjesma o valovima – za alt-flautu i gudački orkestar (2009.)
- Na sunčanoj strani – koncert za klarinet i gudački orkestar (2010.)
- Dubrovačka siesta – za gitaru i gudački orkestar (2011.)
- Painted metamorphosis – za puhački trio (oboa, klarinet i fagot) i ansambl kineskih tradicijskih glazbala (2016.)
- Nocturno – za marimbu, fagot i gudače

### Skladbe za komorne sastave
- Acquerello – za puhački kvintet ( 1992.)
- Kometi – za limeni puhački kvintet (1993.)
- Na dnu mora – za flautu/alt-flautu/piccolo i udaraljke (1996.)
- A Ring of Smoke – za multiinstrumentalista (bas-klarinet, klavir, tam-tam, flexaton) (1998.)
- Duo – tri stavka za flautu, vibrafon i triangl (1998.)
- Maske – pet stavaka za kvartet saksofona (1999.)
- Pinina haljina – za gitarski trio (1999.)
- Tamariska – za flautu i gudački kvartet (2000.)
- Giardino – za violinu, klarinet i klavir (2001.)
- Kaleidoskop – četiri stavka za flautu, klarinet i gudački kvartet (2003.)
- Leptiri – tri stavka za sedam instrumenata (flauta, klarinet, fagot i gudački kvartet) (2005.)
- Maslačak – tri stavka za gudački kvartet (2007.)
- Poljubac mora – tri stavka za flautu/alt-flautu i gudački kvartet (2008.)
- Korona mjeseca – za flautu, kontrabas i vibrafon (2009.)
- Jutro na moru – za violinu i komorni ansambl (klarinet, fagot, rog, gudački kvintet, udaraljke) (2009.)
- U šumi – za komorni ansambl (flauta/alt-flauta, gudački kvintet, klavir i udaraljke) (2009.)
- Miris cedra libanonskog – za klarinet i klavir ( 2011.)
- Rozeta – tri stavka zaobou, klarinet i fagot (2011.)
- Meštrovićev san – suita za bas-flautu/sopran-flautu i klavir (2012.)
- Rodinova Meditacija – za marimbu, klarinet i klavir (2015.)
- Blue vs Orange – za dvije marimbe (2016.)

### Vokalne i vokalno-instrumentalne skladbe
- El agave – tri pjesme za mezzosopran, obou, klarinet i fagot (1992.)
- Zavjetno stablo – četiri pjesme za mezzosopran i gudački orkestar (1992.)
- Komorni trio – mini-opera prema istoimenoj drami Slavka Batušića (1994.)
- Amfore – pet pjesama za mezzosopran, flautu, obou, klarinet, fagot i klavir (1995.)
- Tri meditacije o istini – tri pjesme za sopran, klarinet, udaraljke i gudački kvartet (2001.)
- San o jedru i soli – za mješoviti zbor (1999.)
- Tvoje ime – za mješoviti zbor i komorni ansambl (2006.)
- Cvijet šaronski – tri pjesme za sopran, klarinet i klavir (2008.)
- Lahor blagi – za sopran, klarinet i klavir (2010.)

### Skladbe za soliste
- Tri slike – tri stavka za gitaru (2000.)
- Marijin ružičnjak – za orgulje (2008.)
- Na putu za Sion – za klavir (2010.)
- Fantazija (hommage a Britten) – za gitaru (2012.)

## Nagrade i priznanja
- 1993. – Rektorova nagrada Sveučilišta u Zagrebu
- 1994. – nagrada Hrvatskoga glazbenog zavoda
- 2006. – Vjesnikova nagrada Josip Štolcer Slavenski za 2005. godinu za skladbu Leptiri[4]
- 2014. – Nagrada Vladimir Nazor (godišnja za 2013.) za četiri skladbe praizvedene u 2013. godini[5]
- 2018. – nagrada HAZU za 2017. godinu za skladbu Modri val za simfonijski orkestar[6]
- 2018. – diskografska nagrada Porin za skladbu Rodinova Meditacija za marimbu, klarinet i klavir[7]

## Diskografija
- »Hrvatski suvremeni skladatelji: Olja Jelaska«, Cantus/HRT, CD 989 052 067 2, 2006.
- »Olja Jelaska: Vjetar u planini Karmel«, Hrvatsko društvo skladatelja, Cantus d.o.o., CD 9889849722, 2017.

## Vanjske poveznice
- Olja Jelaska – službene stranice  Arhivirana inačica izvorne stranice od 21. prosinca 2014. (Wayback Machine) (hrv.) (engl.)
- Hrvatsko društvo skladatelja: Olja Jelaska (životopis)
- HDS ZAMP – Baza autora: Olja Jelaska (popis djela)
- Matica.hr – Ivan Ćurković: »Pinina haljina« / CD KLASIKA: Olja Jelaska  Arhivirana inačica izvorne stranice od 9. ožujka 2017. (Wayback Machine)
- Večernji.hr – Denis Derk: »Čuveni španjolski gitarist Pepe Romero praizveo Olju Jelasku«
- OperaToday.com – Olja Jelaska. An Interview by Tom Moore (engl.)
- Discogs.com – Olja Jelaska (diskografija)